# Antiviralt medel
Antivirala medel är mediciner som vid en virusinfektion bromsar eller i gynnsamma fall hejdar virusets replikation. De förstnämnda kallas ofta bromsmediciner. De botar alltså inte virussjukdomar, utan bromsar deras utveckling. De används för att sakta in förloppet hos obotliga sjukdomar som till exempel HIV.
Antivirala läkemedel verkar antingen genom att blockera viruset från att infektera cellen genom att blockera virusets ytreceptorer, genom att blockera virusspecifika proteas eller genom att blockera replikation av virusets arvsmassa.
Flera antivirala medel ger svåra biverkningar, och många virus utvecklar lätt resistens mot medlen. Eftersom replikationen av virus är som störst direkt efter sjukdomsutbrott bör läkemedlet tas så snart som möjligt för att få så stor effekt som möjligt.

## Verkningsmekanismer
Antivirala läkemedel har en mängd olika verkningsmekanismer, varav följande är de vanligaste målen:
- Blockering av receptorbindning, till exempel CCR5-blockerare mot HIV.
- Blockering av virala enzymer, till exempel nukleosidanaloger, proteashämmare och integrashämmare.
- Blockering av viral proteinsyntes, till exempel antisense-RNA.
- Blockering av virusfrisättning, till exempel neuraminidashämmare mot influensa.

## Hämning av inträde i cellen
Vissa stammar av HIV-viruset använder sig av ytreceptorn CCR5 för att ta sig in i cellen. Genom att blockera denna receptorn med läkemedlet maravirok kan man hindra viruset att ta sig in i cellen. Det finns även två inträdeshämmare som förhindrar influensaviruset att ta sig in i cellen, rimantadin och amantadin.

## Hämning av DNA-syntes
Genom att hämma RNA- eller DNA-syntesen förhindras bildandet av nya virus. Detta kan göras med så kallade "falska byggstenar" NRTI eller genom att hämma enzymet omvänt transkriptas med läkemedel från gruppen NNRTI. 

## Frisättning
Läkemedel som Zanamivir hämmar frisättning av nya virus genom att hämma enzymet neuraminidas. Genom att frisättningen hämmas kan inte viruset spridas lika lätt i kroppen. 
Ett exempel på ett antiviralt läkemedel är Aciclovir. Zovirax och Virofral är ytterligare två antivirala läkemedel.

## Antivirala medel
- HIV
  - Truvada
  - Atripla
  - Emtriva
  - Fuzeon
  - Prezista (verksamt ämne darunavir)[1]
  - Reyataz
  - Zerit

- Influensavirus
  - Oseltamivir
  - Zanamivir

- Covid-19
  - Remdesivir
  - Nirmatrelvir
- Herpes simplex virus(HSV) och Varicella-zostervirus(VZV)
  - Aciklovir
  - Valaciklovir
- Cytomegalovirus(CMV)
  - Ganciclovir